# Амирханлы
Амирханлы или Баш Эмирханлы (азерб. Əmirxanlı) — село в Шабранском районе Азербайджана. 

## География
Расположено на берегу реки Амирханлы, в 14 км к юго-западу от районного центра города Шабран.

## История
В источнике середины XIX века упоминается «татарская» (азербайджанская) - шиитская деревня Амирханлы.
По сведениям «Камерального описания Кубинской провинции», составленном в 1831 году коллежским регистратором Хотяновским, деревня Амирханлы находилась в управлении Ахмед бека. Население состояло из шиитов ведших кочевой образ жизни и занимавшихся выращиванием пшеницы. Кендхудами Амирханлы являлись Тагы Дервиш оглы и его родственники Нурмухаммед и Мухаммед Керим Гурбатали оглы.
Амирханлы относился к Оссалинскому магалу Шабранского участка Кубинского уезда Дербентской губернии, которая просуществовала с 1846 по 1860 год. Далее входил в состав Кубинского уезда Бакинской губернии.

## Население
Данные посемейных списков на 1886 год, показывают в Амирханлы Амирханлинского сельского общества Девичинского участка Кубинского уезда 151 дым и 1102 жителей, все из них являлись азербайджанцами (в источнике указаны «татарами»)-шиитами.
Согласно результатам Азербайджанской сельскохозяйственной переписи 1921 года в Амирханлинское сельское общество Кубинского уезда Азербайджанской ССР входили сёла Амирханлы-верхнее (388 жителей, 89 хозяйств), Амирханлы-нижнее (115 жителей, 28 хозяйств) и Амирханлы-среднее (423 жителя, 84 хозяйства). Преобладающая национальность — азербайджанские тюрки.   
По состоянию на 1976 год население села составляло 724 человек. Было развито виноградарство и выращивание зерновых.

## Достопримечательности
В черте села расположены остатки средневекового поселения «Баш Эмирханлы». Специальная археологическая экспедиция «Свод археологических памятников Азербайджана» (САПА) зафиксировала и обследовала его в 1980 году. Были добыты различные керамические образцы, на основе которых возраст поселения датирован XV — XVII веками. Также в селе расположены археологический памятник Агмул, относящийся к периоду раннего железа и мечеть XIX века.